# São Romão (Armamar)
São Romão is een plaats (freguesia) in de Portugese gemeente Armamar en telt 233 inwoners (2001).